# Имре (крал на Унгария)
Вижте пояснителната страница за други личности с името Имре.
Имре или Емерик (на унгарски: I. Imre; на хърватски: Emerik; на словашки: Imrich I; на латински: Henricus, Aimeric, Hemericius, Emmerich; * 1174; † 30 ноември 1204) е крал на Унгария и Хърватия и Далмация от династията на Арпадите, управлявал в периода 1196 – 23 април 1204, а също така и крал на Сърбия (1203 – 1204).

## Ранни години
Син е на унгарския крал Бела III († 1196) и Агнес Антиохийска († 1184). Брат е на Андраш II, Констанция Арпад и Маргарита Унгарска.
Като дете Имре (Емерик) е сгоден през 1182 г. за Агнес, дъщеря на римско-немския император Фридрих I Барбароса, но тя умира през 1184 г.
Бела III го коронова на 16 май 1182 г. за съ-крал, а през 1194 г. го прави губернатор на Хърватия и Далмация и още веднъж го коронова.

## Крал
Бела III умира на 23 април 1196 г., завещавайки на сина си Имре цялата територия на кралството си. По-малкият син на Бела, Андраш, получава само няколко замъка и имота, както и голяма сума пари, която той използва, за да организира кръстоносен поход към Светите земи. Войските на Андраш се събират, но не за кръстоносен поход, а за война с крал Имре.

### Борба с Андраш. Брак с Констанца Аргагонска
Повечето време на управление на Имре преминава в борба за власт с по-младия му брат Андраш II, тъй като той се опитва многократно да го свали от власт.
През декември 1197 г., Андраш разбива краля близо до планините Мечек (в днешна Южна Унгария) и принуждава брат си да му даде херцогската корона на Далмация и Хърватия.
През 1198 г. Имре се жени за кралската дъщеря Констанца Аргагонска, дъщеря на Алфонсо II Арагонски (1157 – 1196), крал на Арагóн, граф на Барселона, и на Санча Кастилска. През 1199 г. кралица Констанца ражда син (наследника Ласло III), което подтиква Имре да увеличи натиска срещу брат си. Заради подкрепата си към Андраш е арестуван епископа на Вац Болеслав, лишени са от титлите и притежанията си и други унгарски благородници.
През лятото на 1199 г. при Рад (в днешния окръг Шомод), Имре побеждава армията на Андраш. По-малкият брат търси убежище при австрийския херцог Леополд VI.
През 1200 г. папският легат Грегорий успява да помири братята. На Андраш е върнато херцогството. Братята взаимно се обявяват помежду си за наследници. Движени от помирението, те възнамеряват да потеглят на кръстоносен поход, като поверят управлението на страната по време на отсъствието си на Леополд VI. Но с течение на времето, емоциите утихват, и двамата братя отхвърлят идеята за кръстоносен поход.

### Външна политика
Вместо кръстоносен поход, подтикван от папа Инокентий III, който иска да потисне богомилството на Балканите, Имре решава да се намеси в делата на съседните държави. Започва война със Сърбия и пращайки в изгнание сръбския крал Стефан II Неманич, сам сяда на престола му.
През 1201 година под унгарска власт минава далматинският град Зара (Задар). В Германия Имре поддържа Отон IV против Филип Швабски.
На 24 ноември 1202 година кръстоносците от Четвъртия кръстоносен поход превземат, по настояване на Венецианския дож Енрико Дандоло и въпреки забраната на папа Инокентий III, Зара, и я предават на Венеция. Папата заради това отлъчва крестоносците и дожа от църквата, но Зара дожът така и не връща.
През 1202 г. Имре предприема кампания против България, под предлог че са съюзник на сърбите, но тя е неуспешна, тъй като цар Калоян избягва всяко сражение. Имре обаче отнема от българите спорните градове Белград, Браничево и Ниш. През 1203 година Калоян разбива унгарските войски и връща изгубените преди година градове, а през 1204 година възстановява на сръбския престол Стефан Неманич.

### Наследник и смърт
През 1204 година крал Имре обявява за свой наследник малолетния си син Ласло. Това довежда до нова война с брат му Андраш. Противниците се срещат при Вараждин в Хърватия. Войската на Андраш значително превъзхожда по численост войската на краля.
Имре осъзнава безнадеждността на военния конфликт и се решава на отчаяна храбра постъпка. Той отива в лагера на Андраш сам – с корона на главата и скиптър – и поисква от брат си подчинение на законния монарх. Стъписаният Андраш се предава доброволно и се оказва в затвора, откъдето скоро го освобождават неговите сподвижници.
На 26 август 1204 година Имре налага коронясването на Ласло желаещ по този начин да обезпечи правата на сина си за престола. Внезапно кралят е покосен на легло от неизвестна болест, въпреки неговата младост.
Далматинският хронист Тома Сплитски, архидиакон на Сплит (на латински: Thomas Archidiaconus Spalatensis) в своята хроника „История на архиепископите на Салона и Сплит“ (на латински: Historia Salonitana) описва решението на краля преди смъртта му така:
| „ | Крал Имре се разболя от неизлечима болест. Затова, когато разбра, че наближава последният му час, той изпратил с най-голяма бързина да доведат брат му и той бил освободен от затвора. Когато Андрей се явил пред краля, кралят изразил волята си в негово присъствие, като му поверил настойничеството на сина си и управлението на цялото кралство, докато принца не навърши пълнолетие. | “ |

Андраш се заклева да защитава малолетния крал и е назначен за регент. Имре умира на 30 ноември 1204 година и е погребан в катедралата в Егер.